# Pheosia taiwanognoma
Pheosia taiwanognoma är en fjärilsart som beskrevs av Nakamura 1973. Pheosia taiwanognoma ingår i släktet Pheosia och familjen tandspinnare. Inga underarter finns listade i Catalogue of Life.

## Bildgalleri

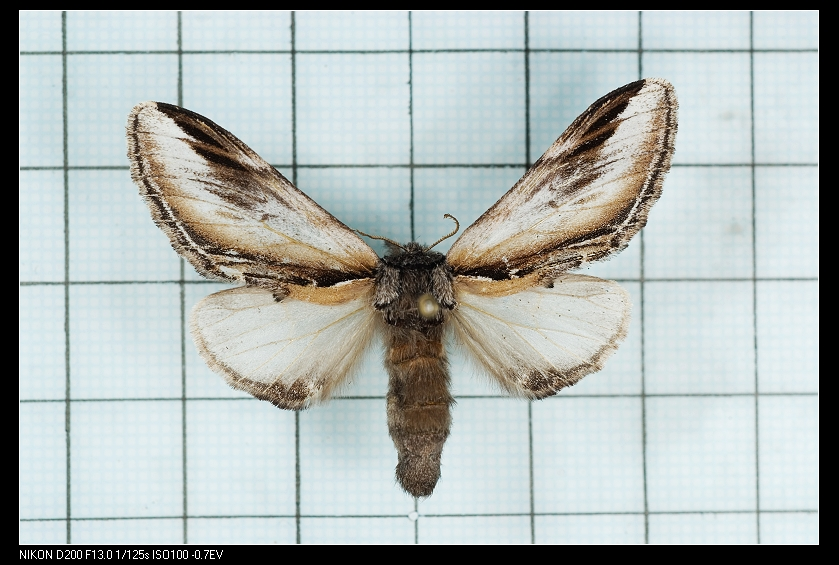
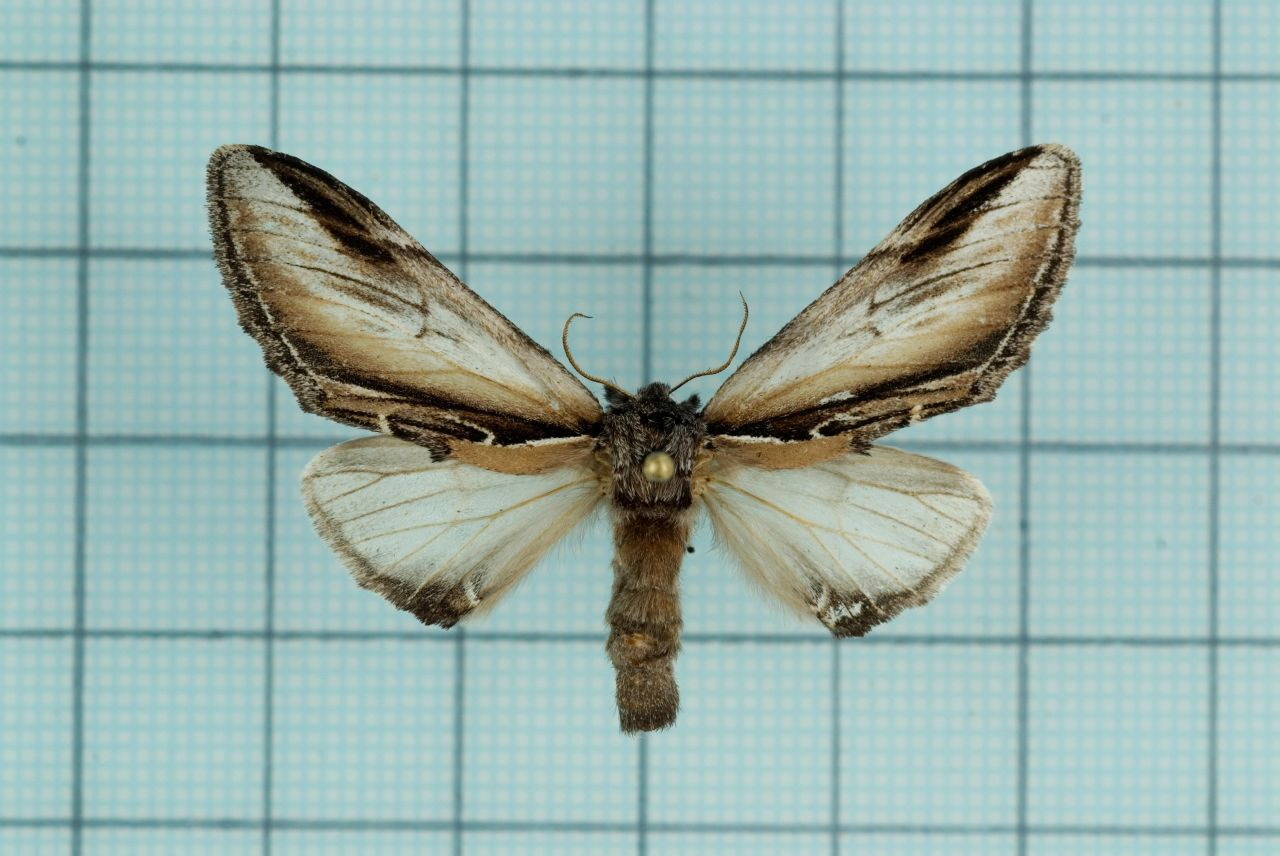